# Blastobasis irroratella
Blastobasis irroratella é uma espécie de mariposa do gênero Blastobasis pertencente à família Coleophoridae.